# 삼성 갤럭시 S24
삼성 갤럭시 S24는 삼성전자가 2024년 1월 17일 공개한 스마트폰이다. 삼성전자의 스마트폰 주력 상품에 해당하며, 삼성 갤럭시 S23(2023. 2. 출시)의 뒤를 잇는 삼성 갤럭시 S 시리즈 15 번째 스마트폰이다. 미국 캘리포니아주 산호세(새너제이)의 SAP 센터에서 열린 '갤럭시 언팩 2024' 행사에서 공개되었다. 전 세계에서 처음으로 생성형 인공지능(generative AI)을 탑재한 것으로 알려졌다. 안드로이드(Android) 운영체제를 탑재했으며, 세로 147mm, 가로 70.6mm과 7.6mm의 두께로 이루어져있다.

## 라인업
갤럭시 S24 시리즈에는 3가지 기기가 포함되며, 이들 기기는 이전 갤럭시 S23 시리즈와 동일한 라인업과 화면 크기를 공유한다. 보급형 갤럭시 S24는 평면 6.2인치(155mm) 디스플레이를 갖추고 있다. 갤럭시 S24+는 더 큰 6.7인치(168mm) 폼 팩터에 유사한 하드웨어를 갖추고 있다. 라인업의 최상위에 있는 갤럭시 S24 울트라는 평면 6.8인치(173mm) 디스플레이를 갖추고 있다. S24 및 S24+는 미국, 캐나다, 중국, 마카오, 홍콩, 대만에서는 스냅드래곤 8 Gen 3를, 한국과 일본을 포함한 나머지 국가에서는 삼성 엑시노스 2400을 탑재하고 있으며, S24 울트라는 모든 시장에서 스냅드래곤 8 Gen 3를 탑재하고 있다. 그리고 S24 FE는 삼성 엑시노스 2400의 언더 클럭 버전인 삼성 엑시노스 2400e를 탑재하고 있다.

## 디자인
갤럭시 S24 및 S24+는 알루미늄 버전을 특징으로 하며 앰버 옐로우와 코발트 바이올렛의 네 가지 표준 색상으로 제공되며, 세 가지 추가 색상은 삼성 웹사이트인 제이드 그린(Jade Green)을 통해서만 제공된다. S24 울트라는 티타늄 그레이 및 티타늄 블랙 색상의 티타늄 버전과 티타늄 오렌지 전용 온라인 버전을 제공한다.
| Galaxy S24 | Galaxy S24       | Galaxy S24  | Galaxy S24+ | Galaxy S24+      | Galaxy S24+ | Galaxy S24 Ultra | Galaxy S24 Ultra | Galaxy S24 Ultra | Galaxy S24 FE | Galaxy S24 FE | Galaxy S24 FE |
| 색         | 이름             | 온라인 전용 | 색          | 이름             | 온라인 전용 | 색               | 이름             | 온라인 전용      | 색            | 이름          | 온라인 전용   |
|            | Onyx Black       | No          |             | Onyx Black       | No          |                  | Titanium Black   | No               |               | Graphite      | No            |
|            | Marble Grey      | No          |             | Marble Grey      | No          |                  | Titanium Grey    | No               |               | Grey          | No            |
|            | Amber Yellow     | No          |             | Amber Yellow     | No          |                  | Titanium Yellow  | No               |               | Yellow        | No            |
|            | Cobalt Violet    | No          |             | Cobalt Violet    | No          |                  | Titanium Violet  | No               |               | Blue          | No            |
|            | Jade Green       | Yes         |             | Jade Green       | Yes         |                  | Titanium Green   | Yes              |               | Mint          | No            |
|            | Sapphire Blue    | Yes         |             | Sapphire Blue    | Yes         |                  | Titanium Blue    | Yes              | 빈칸          | 빈칸          | 빈칸          |
|            | Sandstone Orange | Yes         |             | Sandstone Orange | Yes         |                  | Titanium Orange  | Yes              | 빈칸          | 빈칸          | 빈칸          |

## 사양

### 하드웨어

#### 칩셋
갤럭시 S24 울트라는 전 세계적으로 갤럭시 칩에 퀄컴의 스냅드래곤 8 Gen 3를 사용하는 반면, S24 및 S24+는 미국, 캐나다, 중국, 홍콩, 대만, 마카오에서만 사용하고 본진인 한국 시장과 일본을 포함한 대부분 지역에서는 삼성 엑시노스 2400을 사용한다. 그리고 S24 FE는 모든 지역에서 삼성 엑시노스 2400e를 사용한다.

#### 디스플레이
갤럭시 S24 시리즈는 HDR10+를 지원하는 '다이내믹 LTPO AMOLED 2X' 디스플레이, 2600니트의 최대 밝기, '다이내믹 톤 매핑' 기술을 탑재했다. 모든 모델은 초음파 화면 내장 지문 센서를 사용한다. 최저 주사율은 1hz이고 최대 120hz까지 올라간다.
갤럭시 S24 울트라는 디스플레이에 고릴라 글래스 아머 유리를 사용한다. 코닝은 이 새로운 유리가 일반 유리 표면보다 반사율이 75% 낮다고 주장한다.
| 모델      | 디스플레이 크게 | 해상도    | 화소 밀도 | 가로세로비 | 최대 주사율 | 가변 주사율    | 모양                         |
| --------- | --------------- | --------- | --------- | ---------- | ----------- | -------------- | ---------------------------- |
| S24       | 6.2 in (157 mm) | 2340×1080 | ~416 ppi  | 19.5:9     | 120 Hz      | 1 Hz to 120 Hz | 둥근 모서리, 평평한 측면     |
| S24+      | 6.7 in (170 mm) | 3120×1440 | ~513 ppi  | 19.5:9     | 120 Hz      | 1 Hz to 120 Hz | 둥근 모서리, 평평한 측면     |
| S24 Ultra | 6.8 in (173 mm) | 3120×1440 | ~505 ppi  | 19.5:9     | 120 Hz      | 1 Hz to 120 Hz | 날카로운 모서리, 평평한 측면 |

#### 카메라
갤럭시 S24 및 S24+에는 50MP 광각 센서, 10MP 망원 센서 및 12MP 초광각 센서가 있다. S24 울트라에는 200MP 와이드 센서, 50MP 페리코프 망원 센서, 10MP 망원 센서 및 5배 줌 12MP 울트라와이드 센서가 있다. 전면 카메라는 세 가지 모델 모두에서 12MP 센서를 사용한다.
| 모델                | 모델 | Galaxy S24 & S24+                                          | Galaxy S24 Ultra                                                     |
| ------------------- | ---- | ---------------------------------------------------------- | -------------------------------------------------------------------- |
| Wide                | 사양 | 50 MP, f/1.8, 23 mm, 1/1.56", Dual Pixel PDAF, OIS         | 200 MP, f/1.7, 23 mm, 1/1.3", PDAF, Laser AF, OIS                    |
| Ultrawide           | 사양 | 12 MP, f/2.2, 13 mm, 1/2.55", Dual Pixel PDAF on S24 Ultra | 12 MP, f/2.2, 13 mm, 1/2.55", Dual Pixel PDAF on S24 Ultra           |
| Telephoto           | 사양 | 10 MP, f/2.4, 70 mm, 1/3.94", PDAF, OIS, 3x optical zoom   | 10 MP, f/2.4, 70 mm, 1/3.52", Dual Pixel PDAF, OIS, 3x optical zoom  |
| Periscope Telephoto | 사양 | –                                                          | 50 MP, f/3.4, 115 mm, 1/3.52", Dual Pixel PDAF, OIS, 5x optical zoom |
| Front               | 사양 | 12 MP, f/2.2, 25 mm, PDAF                                  | 12 MP, f/2.2, 25 mm, PDAF                                            |

#### 배터리
갤럭시 S24, S24+ 및 S24 울트라에는 각각 고정식 4,000mAh, 4,900mAh 및 5,000mAh 리튬 이온 배터리가 포함되어 있다.

#### 연결
삼성 갤럭시 S24 및 S24+는 5G SA/NSA/Sub6, Wi-Fi 6e 및 블루투스 5.3 연결을 지원한다. 삼성 갤럭시 S24 울트라는 Wi-Fi 7을 추가로 지원한다.

#### 메모리 및 스토리지
| 모델   | Galaxy S24 | Galaxy S24 | Galaxy S24+ | Galaxy S24+ | Galaxy S24 Ultra | Galaxy S24 Ultra |
| 모델   | RAM        | 스토리지   | RAM         | 스토리지    | RAM              | 스토리지         |
| ------ | ---------- | ---------- | ----------- | ----------- | ---------------- | ---------------- |
| 종류 1 | 8 GB       | 128 GB     | –           | –           | 12 GB            | 256 GB           |
| 종류 2 | 8 GB       | 256 GB     | 12 GB       | 256 GB      | 12 GB            | 512 GB           |
| 종류 3 | 12 GB      | 256 GB     | 12 GB       | 512 GB      | 12 GB            | 1 TB             |
| 종류 4 | 8 GB       | 512 GB     | –           | –           | -                | -                |

### 소프트웨어
삼성 갤럭시 S24 휴대폰은 삼성의 One UI 6.1 소프트웨어가 포함된 안드로이드 14와 함께 출시되었다. 7년간의 소프트웨어 및 보안 업데이트가 함께 제공된다. 안드로이드 21까지 업데이트, 2031년 2월까지 보안패치를 보장한다.
이미 픽셀 8 프로에서 사용하고 있는 구글의 온디바이스 제미니 나노(Gemini Nano) 생성 AI를 사용한다.

### 갤럭시 S24 울트라와 S24 플러스의 주된 차이점
삼성 갤럭시 S24 울트라와 표준 S24+는 삼성 갤럭시 S24 시리즈의 두 가지 놀라운 옵션으로, 각각은 다양한 선호도를 충족할 수 있는 고유한 기능을 갖추고 있다.
화면
1. 갤럭시 S24 울트라: 아름다운 6.8인치 QHD+ Super AMOLED 2X 디스플레이로 몰입도 높은 시각적 즐거움을 선사한다.
2. S24+: 6.7인치 AMOLED 디스플레이로 약간 더 작아져 생생한 색상과 선명한 영상을 보장한다.

디자인
1. 갤럭시 S24 울트라: 매끈한 플랫 티타늄 디자인을 뽐내며 우아함과 내구성을 모두 더해준다.
2. S24+: 시크함과 견고한 디자인 사이의 균형을 유지한다.

성능
1. 갤럭시 S24 울트라: 스냅드래곤 8 Gen 3에서 실행되며 12GB RAM과 최대 1TB 스토리지를 지원하여 진정한 멀티태스킹 성능을 발휘한다.
2. S24+: 다양한 지역에 맞춰진 스냅드래곤 8 Gen 3 또는 Exynos 2400 프로세서 옵션을 통해 유연성을 제공한다.

카메라
1. 갤럭시 S24 울트라: 놀라운 200MP 기본 렌즈와 5배 줌 렌즈를 자랑하여 모든 세부 사항을 포착하는 데 적합하다.
2. S24+: 50MP 메인 카메라, 12MP 초광각 렌즈, 3배 광학 줌 기능이 있는 10MP 망원 렌즈를 포함한 트리플 카메라 설정으로 강력한 성능을 제공한다.

가격
1. 갤럭시 S24 울트라: 프리미엄 혁신은 주력 투자인 $1,299.99부터 시작된다.
2. S24+: $999.99의 균형 잡힌 가격으로 큰 비용을 들이지 않고도 주요 기능을 제공하는 최적의 제품이다.

따라서 최고 수준의 기능을 추구하든 예산에 맞춰 주력 경험을 목표로 하든 이 두 휴대폰 모두 만족할 수 있다.

## 사진

삼성 갤럭시 S24
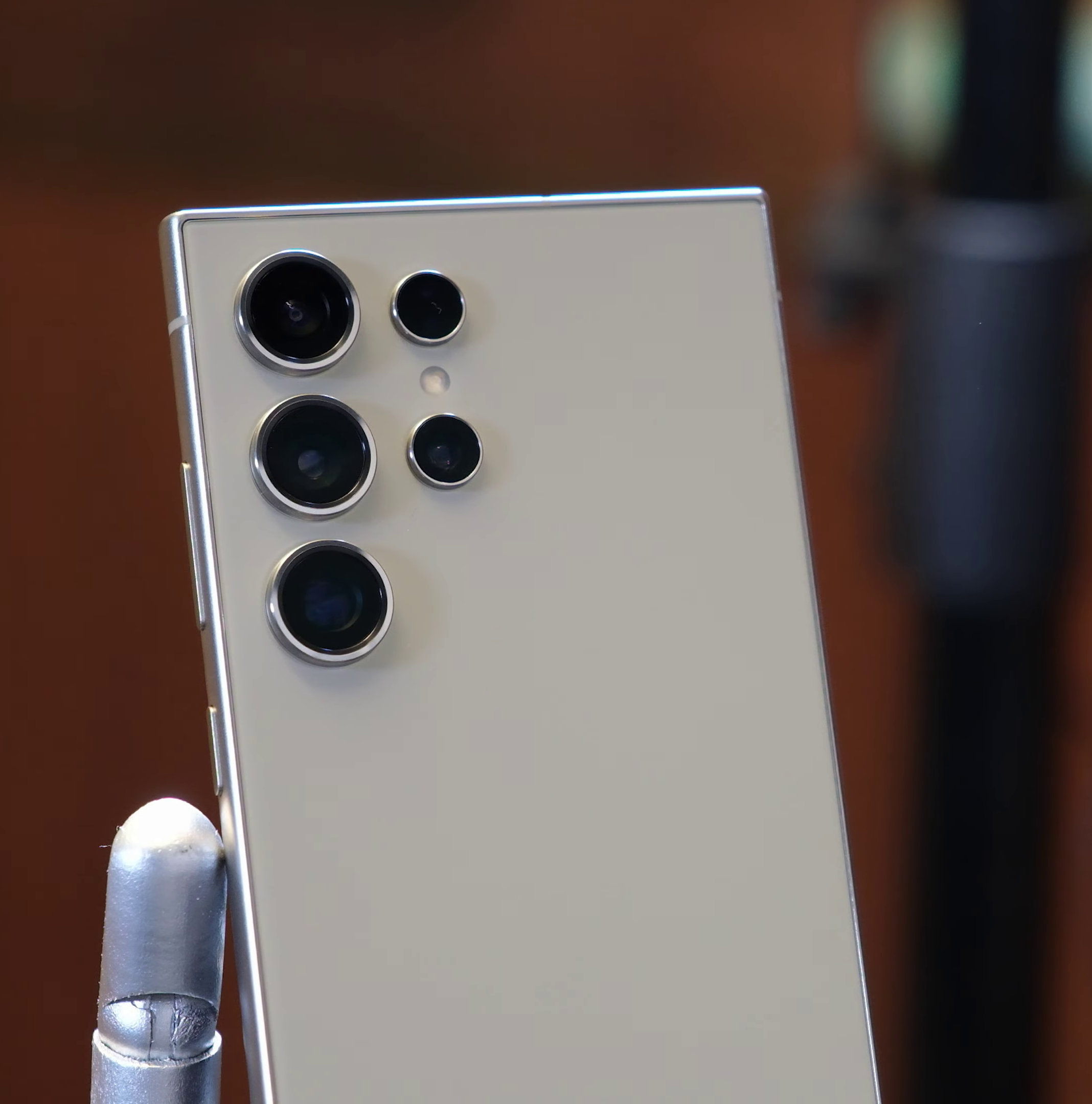
삼성 갤럭시 S24 뒷면
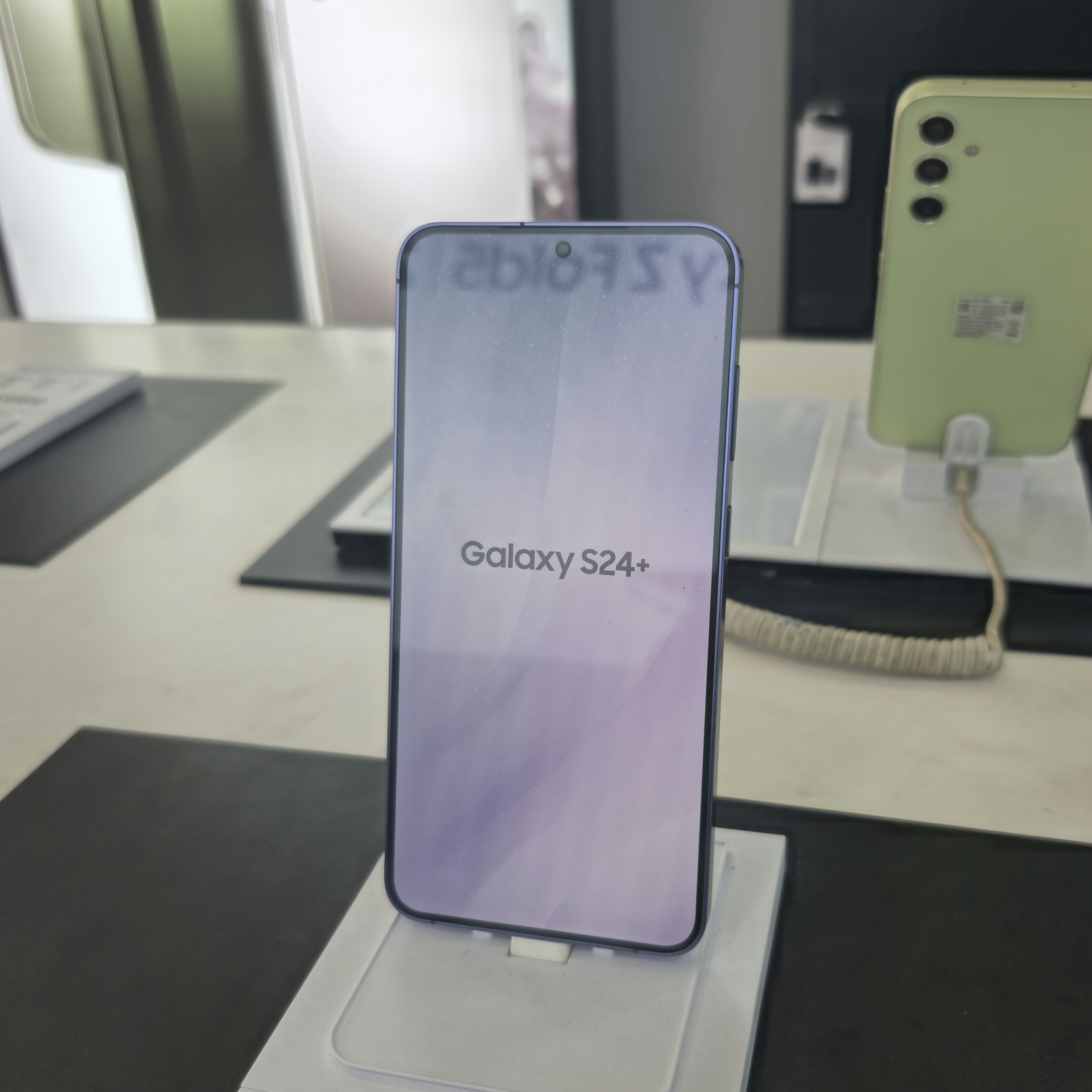
삼성 갤럭시 S24+
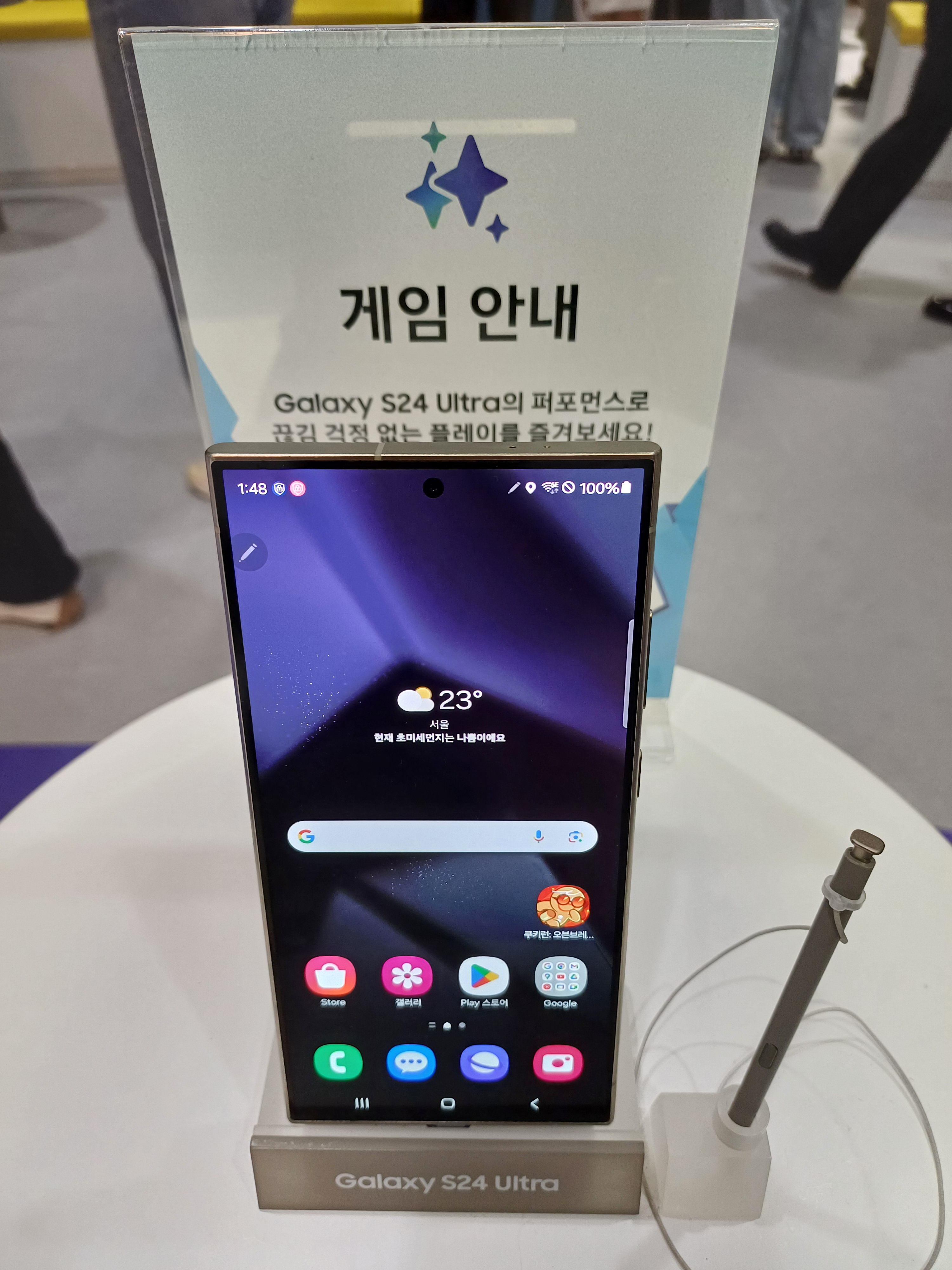
삼성 갤럭시 S24 울트라
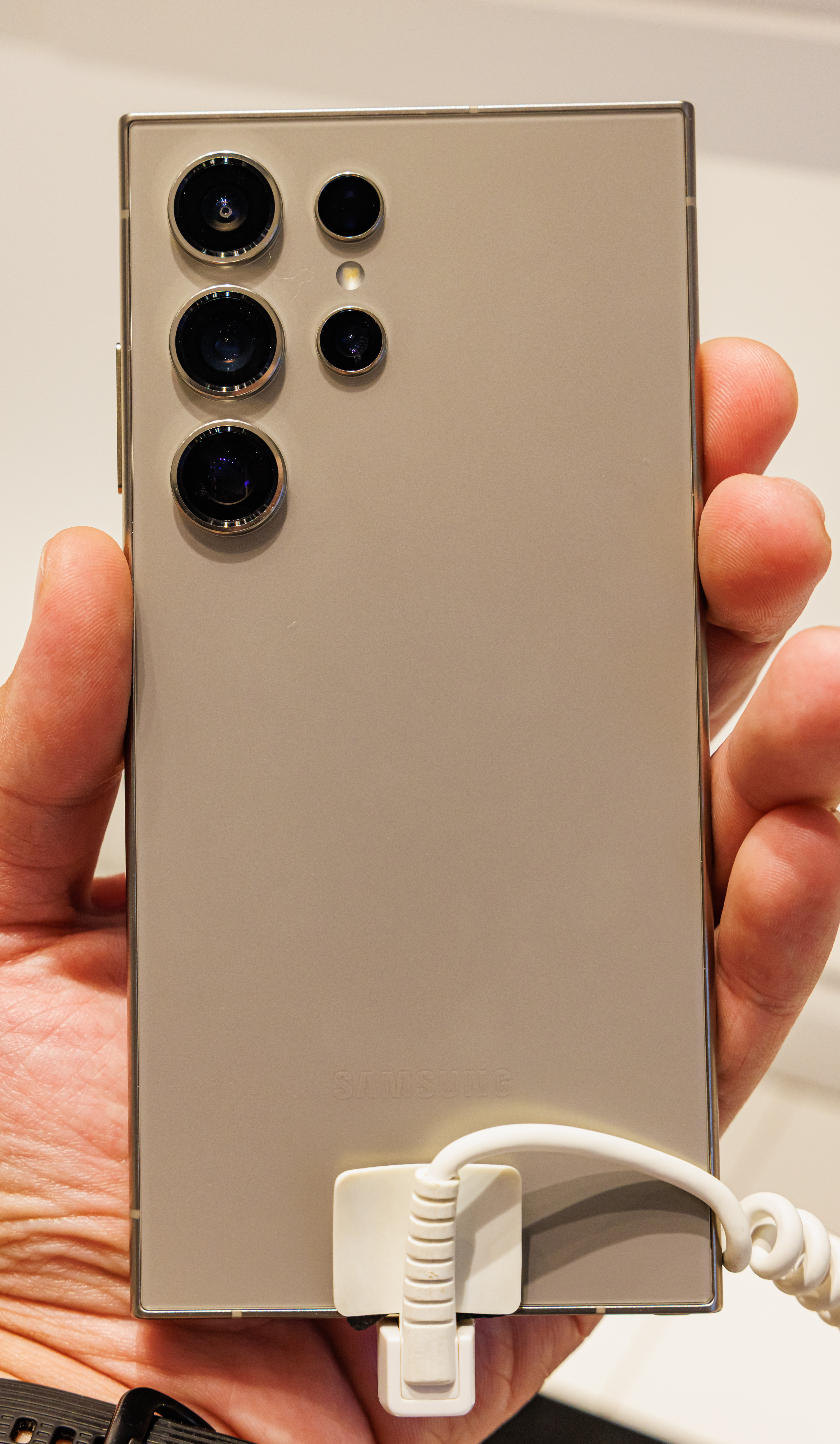
삼성 갤럭시 S24 울트라 뒷면
삼성 갤럭시 S24 정면

## 같이 보기
- 삼성 갤럭시 S 시리즈